# Liste der Biografien/Vig
Liste der Biografien |
Portal Biografien |
Personensuche
# |
A |
B |
C |
D |
E |
F |
G |
H |
I |
J |
K |
L |
M |
N |
O |
P |
Q |
R |
S |
T |
U |
V |
W |
X |
Y |
Z |
?
 
Va |
Vd |
Ve |
Vh |
Vi |
Vj |
Vl |
Vn |
Vo |
Vr |
Vs |
Vt |
Vu |
Vy
 
Via |
Vib |
Vic |
Vid |
Vie |
Vif |
Vig |
Vih |
Vii |
Vij |
Vik |
Vil |
Vim |
Vin |
Vio |
Vip |
Viq |
Vir |
Vis |
Vit |
Viu |
Viv |
Vix |
Viy |
Viz
Die Liste der Biografien führt alle Personen auf, die in der deutschsprachigen Wikipedia einen Artikel haben. Dieses ist eine Teilliste mit 186 Einträgen von Personen, deren Namen mit den Buchstaben „Vig“ beginnt.

## Vig
- Vig, Butch (* 1957), US-amerikanischer Schlagzeuger und Musikproduzent
- Vig, Chahat (* 1999), indische Schauspielerin
- Víg, Mihály (* 1957), ungarischer Musiker, Komponist und Schauspieler
- Vig, Tommy (* 1938), ungarischer Jazzmusiker

### Viga
- Viga, Diego (1907–1997), ecuadorianischer Mediziner und Schriftsteller österreichischer Herkunft
- Vigalondo, Nacho (* 1977), spanischer Drehbuchautor und Filmregisseur
- Vigan, Delphine de (* 1966), französische Schriftstellerin
- Viganò, Ägidius (1920–1995), italienischer Ordenspriester und Generaloberer der Kongregation der Salesianer Don Boscos
- Viganò, Carlo Maria (* 1941), italienischer Geistlicher, emeritierter Kurienerzbischof der römisch-katholischen Kirche und Diplomat des Heiligen StuhlsCarlo Maria Viganò (* 1941)

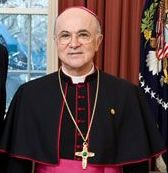
Carlo Maria Viganò (* 1941)

- Viganò, Dario Edoardo (* 1962), italienischer römisch-katholischer Geistlicher und Kommunikationswissenschaftler
- Viganò, Davide (* 1984), italienischer Radrennfahrer
- Viganò, Giuseppe Ettore (1843–1933), italienischer Generalleutnant, Politiker, Senator und Minister
- Viganò, Maria (1769–1821), österreichische Balletttänzerin
- Viganò, Renata (1900–1976), italienische Schriftstellerin und Partisanin
- Viganò, Salvatore (1769–1821), italienischer Choreograf und Tänzer
- Vīgants, Raimo (* 1999), lettischer Skilangläufer
- Vigarani, Carlo (1637–1713), italienischer Bühnenbildner und Theaterarchitekt
- Vigarani, Gaspare (1588–1663), italienischer Ingenieur und Architekt
- Vigaray, Carlos (* 1994), spanischer Fußballspieler
- Vigas, Lorenzo (* 1967), venezolanischer Filmregisseur, Drehbuchautor und Filmproduzent

### Vigd
- Vigdís Ásgeirsdóttir (* 1977), isländische Badmintonspielerin
- Vigdís Finnbogadóttir (* 1930), isländische Politikerin, Präsidentin von Island
- Vigdís Grímsdóttir (* 1953), isländische Schriftstellerin
- Vigdís Hauksdóttir (* 1965), isländische Politikerin (Fortschrittspartei)
- Vigdís Sigurðardóttir (* 1973), isländische Handballspielerin

### Vige
- Vige, Silje (* 1976), norwegische Sängerin und Musiklehrerin
- Vigée, Claude (1921–2020), französischer Dichter französischer, elsässischer und westjiddischer Sprache
- Vigée, Étienne (1758–1820), französischer Literat, Dramatiker und Revolutionär
- Vigée-Lebrun, Élisabeth (1755–1842), französische Malerin
- Vigeland, Gustav (1869–1943), norwegischer BildhauerGustav Vigeland (1869–1943)

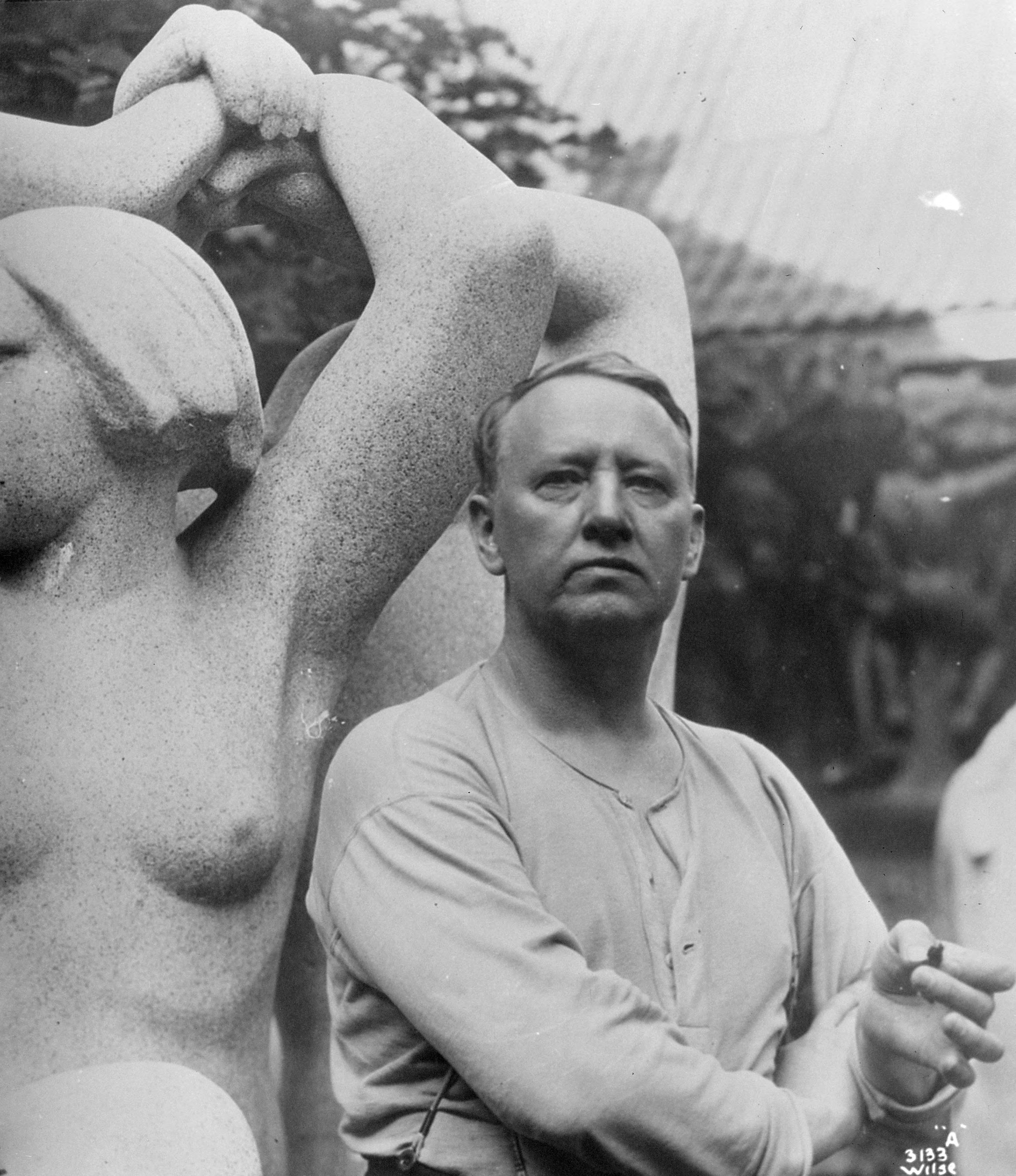
Gustav Vigeland (1869–1943)

- Vigeland, Nils (* 1950), US-amerikanischer Komponist, Pianist und Musikpädagoge
- Vigelis, Vytautas (* 1959), litauischer Politiker
- Vigellius Chilo, antiker römischer Toreut oder Händler
- Vigellius Saturninus, Publius, römischer Suffektkonsul
- Vigener, Fritz (1879–1925), deutscher Historiker und Hochschullehrer
- Vigener, Gerhard (* 1946), deutscher Rechtswissenschaftler und Politiker (CDU)
- Vigenère, Blaise de (1523–1596), französischer Diplomat und Kryptograf
- Vigenschow, Uwe (* 1961), deutscher Softwareentwickler und Fachautor
- Viger, André (1952–2006), kanadischer Rennrollstuhlfahrer
- Viger, Jacques (1787–1858), kanadischer Politiker, Journalist, Autor, Offizier, Archäologe
- Viger, Sophie (* 1973), französische Softwareentwicklerin
- Vigerio della Rovere, Marco (1446–1516), Kardinal der Römischen Kirche
- Vigevani, Alberto (1918–1999), italienischer Autor, Journalist und Verleger

### Vigg
- Vigg, Sebastian (* 1965), österreichischer Filmregisseur, -produzent und Drehbuchautor
- Viggers, Paul, neuseeländischer Squashspieler
- Viggó Hlynsson (* 2004), isländischer Eishockeyspieler
- Viggó Kristjánsson (* 1993), isländischer HandballspielerViggó Kristjánsson (* 1993)

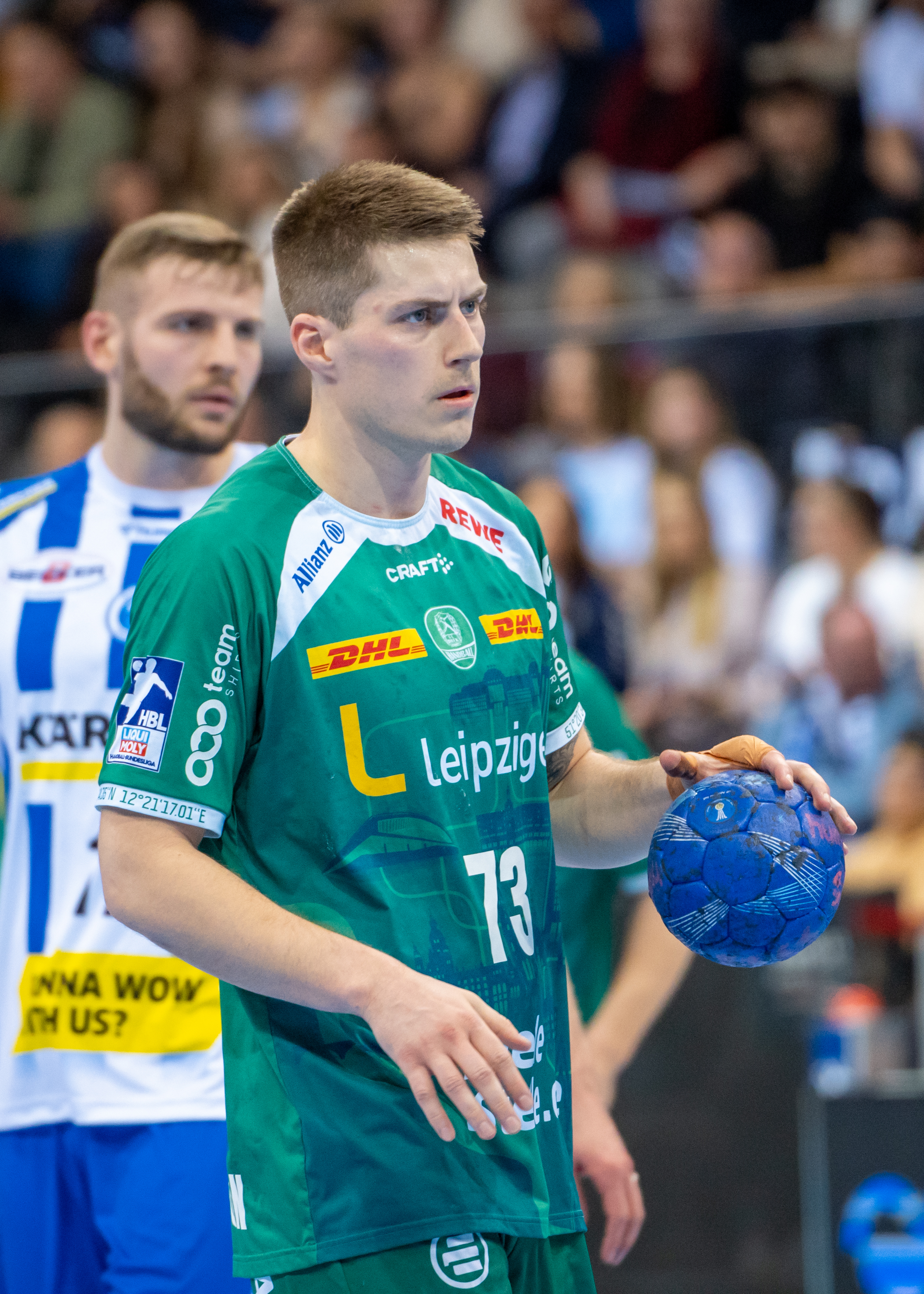
Viggó Kristjánsson (* 1993)

- Viggó Sigurðsson (* 1954), isländischer Handballspieler und -trainer

### Vigh
- Vigh, Dalton (* 1964), brasilianischer Schauspieler
- Vígh, Erzsébet (* 1935), ungarische Speerwerferin
- Vigh, Gert (* 1937), dänischer Beamter
- Vígh, Ildikó (* 1962), ungarische Badmintonspielerin
- Vigh, Jenő (1894–1960), ungarischer Musikkritiker, Journalist und Sänger
- Vigh, Tamás (1926–2010), ungarischer Bildhauer und Medailleur
- Vighi, Giacomo, italienischer Portraitmaler am Hof von Savoyen
- Vighy, Cesarina (1936–2010), italienische Schriftstellerin

### Vigi
- Vigiani, Luca (* 1976), italienischer Fußballspieler
- Vigier, Annie (* 1965), französische Künstlerin
- Vigier, Jean-Pierre (1920–2004), französischer Physiker
- Vigier, Jean-Pierre (* 1976), kanadischer Eishockeyspieler
- Vigier, Sébastien (* 1997), französischer Radsportler
- Vigier, Urs Viktor (1814–1879), Schweizer Jurist und Politiker
- Vigier, Walter von (1851–1910), Schweizer Genremaler
- Vigier, Wilhelm (1823–1886), Schweizer liberaler Politiker
- Vigier, Wilhelm (1839–1908), Schweizer liberaler Politiker
- Vigier, William A. de (1912–2003), Schweizer Unternehmer
- Vigil Cocaña, Diego (1799–1845), zentralamerikanischer Präsident
- Vigil y Robles, Eduardo (1875–1945), mexikanischer Sänger, Dirigent, Arrangeur und Komponist
- Vigil, Donaciano (1802–1877), Territorialgouverneur von New Mexico
- Vigil, José María (* 1946), spanischer Befreiungstheologe
- Vigil, Mark (* 1954), US-amerikanischer Komponist
- Vigil, Nick (* 1993), US-amerikanischer Footballspieler
- Vigilant, Linda, amerikanische Primatologin und Genetikerin
- Vigilante, John (1985–2018), US-amerikanischer Eishockeyspieler
- Vigilantius († 409), weströmischer Heermeister
- Vigilia, Alessia (* 1999), italienische Radrennfahrerin
- Vigilia, Tommaso de, italienischer Maler
- Vigilius († 555), Papst (von 537 bis zum 7. Juni 555)
- Vigilius von Thapsus, Bischof der nordafrikanischen Stadt Thapsus
- Vigilius von Trient, Bischof von Trient und MärtyrerVigilius von Trient

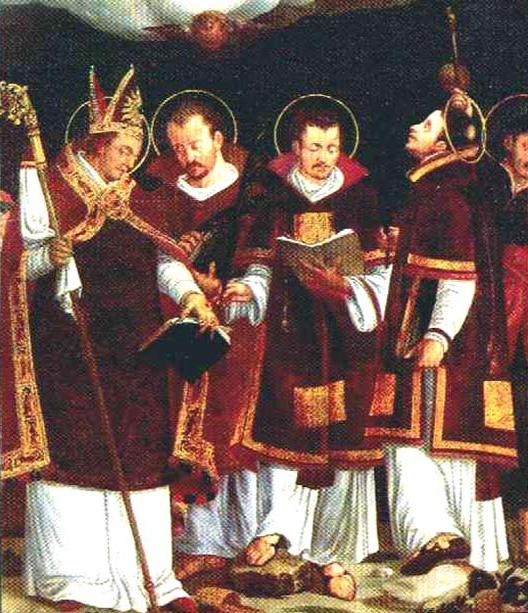
Vigilius von Trient

- Vigilius, Johann (1465–1523), Humanist und Gelehrter an der Universität Heidelberg
- Vigizzi, Alberto (1873–1927), Schweizer Rechtsanwalt, Politiker, Tessiner Grossrat, Nationalrat, Journalist und Gemeindepräsident von Solduno

### Vigl
- Vigl, Karl (1898–1965), Südtiroler Organist, Kapellmeister und Komponist
- Vigl, Karl H. (1939–2021), italienischer Chorleiter, Kapellmeister, Komponist und Autor (Südtirol)
- Viglaský, Ivan (* 1985), slowakischer Radrennfahrer
- Viglianesi, Italo (1916–1995), italienischer Politiker und Gewerkschaftsfunktionär, Mitglied des Senato della Repubblica
- Viglianisi, Kenneth (* 1992), italienisch-deutscher Basketballspieler
- Vigliano, Mauro (* 1975), argentinischer Fußballschiedsrichter
- Vigliecca, Héctor (* 1940), uruguayisch-brasilianischer Architekt
- Viglietti, Daniel (1939–2017), uruguayischer Sänger, Komponist und Gitarrist
- Vigliotti, Angelo Francesco (1650–1712), piemontesischer Karmelit und Missionsbischof

### Vigm
- Vigman, Gillian (* 1972), US-amerikanische Schauspielerin

### Vign
- Vigna, Albert (1891–1970), monegassischer Radrennfahrer
- Vigna, Marino (* 1938), italienischer Radrennfahrer
- Vigna, Werner (1934–2008), deutscher Fußballspieler
- Vignal Seelbach, Lorenzo (* 1950), mexikanischer Botschafter
- Vignal, Caroline (* 1970), französische Drehbuchautorin und Filmregisseurin
- Vignal, Grégory (* 1981), französischer Fußballspieler
- Vignal, René (1926–2016), französischer Fußballspieler
- Vignali, Julia (* 1975), französische Filmschauspielerin und Moderatorin
- Vignancour, Paul (1908–1987), französischer römisch-katholischer Geistlicher und Erzbischof von Bourges
- Vignanelli, Ferruccio (1903–1988), italienischer Organist, Cembalist und Musikpädagoge
- Vignato, Emanuel (* 2000), italienisch-brasilianischer Fußballspieler
- Vignau, Albert du (1795–1885), preußischer Generalmajor und Militärschriftsteller
- Vignau, Hippolyt von (1843–1926), preußischer Major, Theaterintendant in Weimar
- Vignau, Justus du (1793–1866), preußischer Verwaltungsjurist, Regierungspräsident von Erfurt
- Vignau-Wilberg, Peter (1935–2023), österreichisch-deutscher Kunsthistoriker
- Vignau-Wilberg, Thea (* 1940), deutsch-niederländische Kunsthistorikerin
- Vignaud, René (1893–1969), französischer Langstreckenläufer
- Vignaux, Maurice (1846–1916), französischer Billardweltmeister und Fachbuchautor
- Vigne, Daniel (* 1942), französischer Filmregisseur und Drehbuchautor
- Vigne, Louis-Joseph-Marie-Ange (1826–1895), französischer Geistlicher und römisch-katholischer Erzbischof von Avignon
- Vigne, Pierre (1670–1740), französischer Volksmissionar und Ordensgründer
- Vigne, Rudolf de la (1920–2004), deutscher Fußballspieler
- Vigneaud, Vincent du (1901–1978), amerikanischer Biochemiker, Nobelpreis für Chemie 1955
- Vigneault, Alain (* 1961), kanadischer Eishockeytrainer
- Vigneault, Gilles (* 1928), kanadischer Autor, Komponist, Musiker und Schauspieler
- Vignelli, Massimo (1931–2014), italienischer Grafikdesigner, Industriedesigner und Architekt
- Vigner, Éric (* 1960), französischer Theaterregisseur und Bühnenbildner
- Vignéras, Marie-France (* 1946), französische Mathematikerin
- Vigneri, Jacopo, italienischer Maler
- Vigneri, Nicolás (* 1983), uruguayischer Fußballspieler
- Vigneron, Allen (* 1948), US-amerikanischer Geistlicher, emeritierter römisch-katholischer Erzbischof von Detroit
- Vigneron, Roger (1937–2002), belgischer Rechtswissenschaftler, Rechtshistoriker und Hochschullehrer
- Vigneron, Thierry (* 1960), französischer Stabhochspringer
- Vigneron, Véronique, französische Judoka
- Vignerot du Plessis, Armand Jean de (1629–1715), französischer Hochadliger und Marineoffizier
- Vignerot du Plessis, Louis Antoine Sophie de (1736–1791), französischer Hochadliger und Militär, Premier Gentilhomme de la Chambre du Roi
- Vignerot, Marie-Madeleine de (1604–1675), französische Adelige, Mäzenin und Nichte Richelieus
- Vignerot, Maurice (1879–1953), französischer Krocketspieler
- Vīgners, Leonīds (1906–2001), lettischer Dirigent, Komponist und Pädagoge
- Vignery, Jane (1913–1974), belgische Komponistin
- Vignes Waran, Sashina (* 1988), französische Badmintonspielerin
- Vignes Waran, Teshana (* 1989), französische Badmintonspielerin
- Vignes, Anthony (* 1988), französischer Radrennfahrer
- Vignes, Cyprian (1824–1908), Bauer und charismatischer Heiler aus dem Cevennendorf Vialas
- Vigneswaran, C. V. (* 1939), sri-lankischer Politiker (Tamil National Alliance)
- Vignet, Henri (1857–1920), französischer Maler, Bühnenbildner und Antiquitätenhändler
- Vigneulles, Philippe de (1471–1528), französischer Chronist und Schriftsteller der Renaissance
- Vignir Svavarsson (* 1980), isländischer Handballspieler
- Vignjević, Marko (* 1998), serbischer Handballspieler
- Vignola, Beniamino (* 1959), italienischer Fußballspieler
- Vignola, Frank (* 1965), US-amerikanischer Jazzgitarrist
- Vignola, Robert G. (1882–1953), US-amerikanischer Schauspieler, Drehbuchautor und Regisseur mit italienischer Herkunft
- Vignole, François (1912–1992), französischer Skirennläufer
- Vignoles, Alphonse des (1649–1744), französisch-reformierter Geistlicher und Wissenschaftler
- Vignoles, Charles (1793–1875), britischer EisenbahningenieurCharles Vignoles (1793–1875)

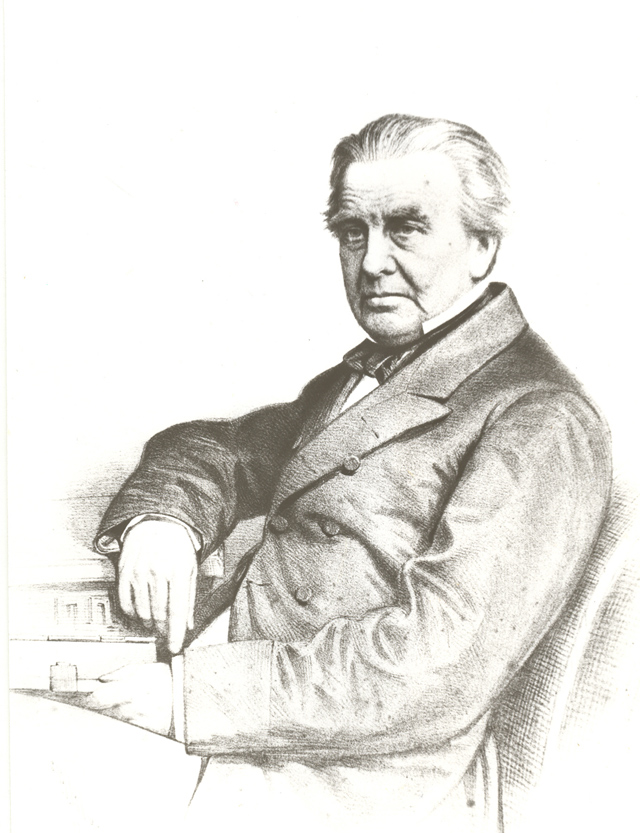
Charles Vignoles (1793–1875)

- Vignoles, Roger (* 1945), englischer Pianist und Liedbegleiter
- Vignoli, Adriano (1907–1996), italienischer Radrennfahrer
- Vignoli, Farpi (1907–1997), italienischer Bildhauer
- Vignolle, Martin (1763–1824), französischer General und Politiker, Mitglied der Nationalversammlung
- Vignolo, Rémi (* 1972), französischer Jazzmusiker (Kontrabass, Schlagzeug)
- Vignon, Claude (1593–1670), französischer Maler
- Vignon, Élodie (* 1984), französische Pianistin
- Vignon, Victor (1847–1909), französischer Landschaftsmaler
- Vignotto, Elisabetta (* 1954), italienische Fußballspielerin
- Vigny, Alfred de (1797–1863), französischer Schriftsteller
- Vigny, Benno (1889–1965), deutsch-französischer Schriftsteller und Drehbuchautor
- Vigny, De (1761–1830), französischer Schauspieler
- Vigny, Johann Karl Magdalena von (1777–1846), preußischer Generalmajor, Inspekteur der 3. Ingenieursinspektion
- Vigny, Pierre (* 1869), Schweizer Kampfkunst-Meister

### Vigo
- Vigo del Arco, Martí (* 1997), spanischer Skilangläufer
- Vigo, Antonio (1597–1666), spanischer Ordensgeistlicher
- Vigo, Esteban (* 1955), spanischer Fußballspieler
- Vigo, Facundo (* 1999), uruguayischer Fußballspieler
- Vigo, Giovanni Bernardo (1719–1805), Verfasser des ersten Gedichts zur Trüffelsuche
- Vigo, Giovanni da († 1525), italienischer Mediziner
- Vigo, Jean (1905–1934), französischer FilmregisseurJean Vigo (1905–1934)

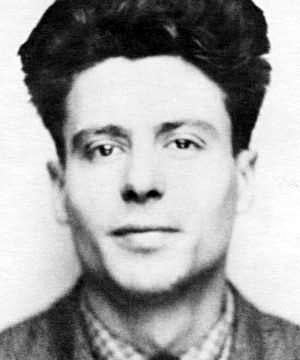
Jean Vigo (1905–1934)

- Vigo, Nanda (1936–2020), italienische Architektin und Designerin
- Vigo, Pio Vittorio (1935–2021), italienischer Geistlicher, römisch-katholischer Bischof von Acireale
- Vigoda, Abe (1921–2016), US-amerikanischer SchauspielerAbe Vigoda (1921–2016)

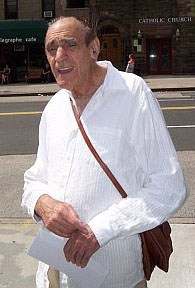
Abe Vigoda (1921–2016)

- Vigodet, Gaspar de (1764–1834), spanischer Militär
- Vigodman, Erez (* 1959), israelischer Manager
- Vigon, Brad (* 1969), australisch-US-amerikanischer Eishockeyspieler und -trainer
- Vigón, Juan (1880–1959), spanischer General
- Vigorelli, Ezio (1892–1964), italienischer Politiker, Mitglied der Abgeordnetenkammer und Minister
- Vigorito, Joseph P. (1918–2003), US-amerikanischer Politiker
- Vigors, Nicholas Aylward (1785–1840), irischer Zoologe, Ornithologe und Politiker, Mitglied des House of Commons
- Vigouroux, Fulcran (1837–1915), französischer römisch-katholischer Priester und Sekretär der päpstlichen Bibelkommission

### Vigr
- Vigran, Herb (1910–1986), US-amerikanischer Hörspielsprecher und Schauspieler
- Vigrass, Graham (* 1989), kanadischer Volleyballspieler
- Vigreux, Henri Narcisse (1869–1951), französischer Glasbläser

### Vigu
- Viguera, Borja (* 1987), spanischer Fußballspieler
- Viguerie, Bernard (1761–1819), französischer Musiker und Komponist
- Viguier, Sabrina (* 1981), französische Fußballspielerin
- Vigurs, Charles (1888–1917), britischer Turner